# Galium exstipulatum
Galium exstipulatum är en måreväxtart som beskrevs av Peter Hadland Davis. Galium exstipulatum ingår i släktet måror, och familjen måreväxter.
Artens utbredningsområde är Jordan. Inga underarter finns listade i Catalogue of Life.